# Бодэ, Борис Владимирович
Борис Владимирович Бодэ (1939—2008) — советский и российский архитектор, градостроитель. Член-корреспондент отделения градостроительства Российской академии архитектуры и строительных наук, кандидат искусствоведения (2000), Заслуженный архитектор Российской Федерации (1996), Почётный строитель Москвы (1999).

## Биография
Борис Бодэ родился в 1939 году. В 1957—1963 годах учился в Московском архитектурном институте. Его дипломной работой был проект города на 100 тысяч жителей. Одной из оригинальных идей проекта было использование термальных вод. Этот проект не был реализован. В 1961—1962 годах учился в Инженерно-строительном институте в Софии.
С 1963 года работал в мастерской № 20 Моспроекта. Принимал участие в проектировании кварталов 1—6 Гольянова, культурно-общественного центра в Сокольниках. В 1985—1987 годах работал в Моспроекте-2, в 1987—2006 годах работал в ИНИиПИ Генплана Москвы. В 2006—2008 годах возглавлял Территориально-архитектурно-проектную мастерскую центра Моспроекта-2.
Руководил разработкой градостроительной концепции центра города в пределах Камер-Коллежского вала. В частности, под его руководством были выполнены проекты «Градостроительная концепция развития Центрального административного округа», «Реконструкция кварталов и микрорайонов, включающих промышленные и коммунальные территории», «Реконструкция районов массового индустриального строительства 1960—1970 гг.», градостроительные планы Тверского, Мещанского, Красносельского, Пресненского районов. Его диссертация на соискание учёной степени кандидата искусствоведения была посвящена проблемам сохранения исторического своеобразия центра Москвы.
Увлекался живописью, принимал участие в художественных выставках.
Умер 4 октября 2008 года.